# Avon (schip, 1884)
De Avon, voorheen bekend als Dunolly, was een ijzeren zeilschip met een gewicht van 1.572 ton. Het had een lengte van 78 meter, een breedte van 3,5 meter en een diepte van 2,3 meter. Het werd in 1884 gebouwd door Charles Connell voor John Brown, beide uit Glasgow. De Nourse Line kocht het schip in 1890 en noemde het de Avon, naar de rivier Avon in het zuidwesten van Engeland.
De Avon  was voor die tijd een snel schip en voer in 62 dagen van Calcutta naar Sint-Helena.

## Migranten
Het werd door de Nourse Line voornamelijk gebruikt voor het transport van Indiase contractarbeiders naar de koloniën. Details van enkele van deze reizen zijn als volgt:
| Bestemming   | Datum van aankomst | Aantal passagiers | Sterfgevallen tijdens de reis |
| ------------ | ------------------ | ----------------- | ----------------------------- |
| Trinidad     | 1 maart 1891       | 558               | 2                             |
| Trinidad     | 14 november 1891   | 621               | 27                            |
| Fiji         | 5 mei 1892         | 520               | n.b.                          |
| Brits Guyana | 1893               | n.b.              | n.b.                          |
| Trinidad     | 17 november 1895   | 151               | 2                             |
| Trinidad     | 12 december 1896   | 601               | 12                            |
| Suriname     | 4 april 1898       | n.b.              | n.b.                          |
| Fiji         | 25 juli 1899       | 467               | n.b.                          |
| Trinidad     | 16 februari 1901   | 598               | 6                             |
| Trinidad     | 12 januari 1903    | 591               | 2                             |
| Trinidad     | 25 december 1903   | 576               | 2                             |
| Trinidad     | 23 februari 1905   | 603               | 9                             |
| Trinidad     | 22 februari 1906   | 609               | 1                             |
| Suriname     | 13 januari 1907    | n.b.              | n.b.                          |